# Consorti dei sovrani di Arborea

Il vessillo del Regno o Giudicato di Arborea

I Consorti dei sovrani di Arborea furono, appunto, i consorti delle autorità indipendenti che governarono il territorio centro-occidentale della Sardegna chiamato nel medioevo Arborea.

## Lista
- Tocoele o Tocode;[2]
- Maria de Serra o de Zori;[2]
- Sconosciuta;[2]
- Nibata;[2]
- Anna de Lacon-Zori;[2]
- Maria de Orrù;[2]
- Elena de Orrù;[2]
- Anna de Zori;[3]
- Elena de Orrù;[3]
- Vera de Gunale;[3]
- Pellegrina de Lacon-Gunale;[3]
- Agalbursa de Cervera-Barcellona;[3]
- Giacobina;[3]
- Preziosa di Cagliari;[4]
- Diana Visconti;[4]
- Sardinia;[4]
- Una figlia di Andreotto Saraceno-Caldera;[4]
- Una figlia di Guelfo della Gherardesca e di Elena Hohenstaufen di Svevia;[4]
- Giacomina della Gherardesca, figlia del celebre conte Ugolino;[4]
- Costanza di Montealcino, Contessa di Elci;[4]
- Benedetta;[4]
- Costanza di Saluzzo;[5]
- Timbora di Roccaberti;[5]
- Margherita d'Armagnac.[6]